# 1-Chlorbutan
1-Chlorbutan ist eine chemische Verbindung aus den Gruppen der gesättigten, aliphatischen Halogenkohlenwasserstoffe und der organischen Chlorverbindungen.

## Synthese
Eine technische Synthese erfolgt durch thermische Chlorierung von Butan über Aluminiumoxid bei 200 °C. Hierbei entsteht in gleichem Maße 2-Chlorbutan und in geringen Anteilen Dichlorbutane. Diese Synthese gelingt auch photochemisch bei 15–20 °C, wobei die Produktverteilung ähnlich ist. Eine weitere Möglichkeit ist die Umsetzung von 1-Butanol mit Chlorwasserstoff bei 100 °C.

## Eigenschaften
1-Chlorbutan ist eine farblose und leicht flüchtige Flüssigkeit mit einem für halogenierte Kohlenwasserstoffe typischen Geruch. Unter Normaldruck siedet die Verbindung bei 78 °C. Bei −123,1 °C erstarrt die Substanz zu einem farblosen Feststoff. 1-Chlorbutan bildet mit Wasser und Alkoholen azeotrop siedende Gemische. Mit einem Wassergehalt von 6,6 Ma% zeigt sich ein Azeotrop bei 68,1 °C. Die Azeotrope für Alkohole liegen für Methanol mit 28,5 Ma% bei 57,2 °C, für Ethanol mit 21,5 Ma% bei 66,2 °C und für 1-Propanol mit 16,0 Ma% bei 75,6 °C.

### Thermodynamische Eigenschaften
Die Dampfdruckfunktion ergibt sich nach Antoine entsprechend log10(P) = A−(B/(T+C)) (P in bar, T in K) mit A = 3,99588, B = 1182,903 und C = −54,885 im Temperaturbereich von 256,4 bis 351,6 K.
| Eigenschaft               | Typ                | Wert [Einheit]                                    | Bemerkungen                |
| ------------------------- | ------------------ | ------------------------------------------------- | -------------------------- |
| Standardbildungsenthalpie | ΔfH0liquid ΔfH0gas | −188,2 kJ·mol−1 −154,6 kJ·mol−1                   |                            |
| Verbrennungsenthalpie     | ΔcH0liquid         | −2695.8 kJ·mol−1                                  |                            |
| Wärmekapazität            | cp                 | 159,53 J·mol−1·K−1 (25 °C) 1,72 J·g−1·K−1 (25 °C) | als Flüssigkeit            |
| Kritische Temperatur      | Tc                 | 503 K                                             |                            |
| Kritischer Druck          | pc                 | 45,8 bar                                          |                            |
| Kritisches Volumen        | Vc                 | 0,247 l·mol−1                                     |                            |
| Kritische Dichte          | ρc                 | 0,318 g·ml−1                                      |                            |
| Azentrischer Faktor       | ωc                 | 0,228                                             |                            |
| Verdampfungsenthalpie     | ΔVH0 ΔVH           | 33,52 kJ·mol−1 30,39 kJ·mol−1                     | beim Normaldrucksiedepunkt |

Die Temperaturabhängigkeit der Verdampfungsenthalpie lässt sich entsprechend der vereinfachten Watsongleichung ΔVH=A·(1−Tr)n (ΔVH in kJ/mol, Tr =(T/Tc) reduzierte Temperatur) mit A = 41,205 kJ/mol, n = 0,336 und Tc = 532,0 K im Temperaturbereich zwischen 184 K und 532 K beschreiben.

Dampfdruckfunktion von 1-Chlorbutan

### Sicherheitstechnische Kenngrößen
1-Chlorbutan gilt als entzündliche Flüssigkeit. Oberhalb der Flammpunktes können sich entzündliche Dampf-Luft-Gemische bilden. Die Verbindung hat einen Flammpunkt bei −12 °C. Der Explosionsbereich liegt zwischen 1,8 Vol.-% (65 g/m³) als untere Explosionsgrenze (UEG) und 10,1 Vol.-% (390 g/m³) als obere Explosionsgrenze (OEG). Der maximale Explosionsdruck liegt bei 9,6 bar. Die Grenzspaltweite wurde mit 1,06 mm bestimmt. Es resultiert damit eine Zuordnung in die Explosionsgruppe IIA. Mit einer Mindestzündenergie von 1,24 mJ sind Dampf-Luft-Gemische extrem zündfähig. Die Zündtemperatur beträgt 245 °C. Der Stoff fällt somit in die Temperaturklasse T3.

## Verwendung
1-Chlorbutan wird als Alkylierungsreagenz zur Einführung einer Butylgruppe bei organischen Synthesen (z. B. für ionische Flüssigkeiten) verwendet. Durch Umsetzung mit metallischen Lithium erhält man das für metallorganische Synthesen sehr häufig genutzte Butyllithium.
{\displaystyle \mathrm {2\ Li+C_{4}H_{9}Cl\rightarrow C_{4}H_{9}Li+LiCl} }
Die Verbindung besitzt sehr gute Lösungseigenschaften für Fette, Öle und Wachse und wird auch in der HPLC verwendet. In der Veterinärmedizin wird 1-Chlorbutan als Mittel gegen niedere Würmer eingesetzt.